# .mo
.mo (Macao, forma alternativa da região) é o código TLD (ccTLD) na Internet para Macau, uma região administrativa especial da República Popular da China, que pertenceu a Portugal até 1999.
O ccTLD .mo foi criado em 17 de setembro de 1992 pela IANA, e delegado a Universidade de Macau que operava o MONIC.
Em 2012, a IANA recebeu do Governo de Macau, o pedido para re-delegar o ccTLD .mo para Bureau of Telecommunications Regulation (DSRT), autarquia do governo local de Macau.
A HNET Asia, Limitada tem como objectivo a optimização da prestação de serviços de nomes de domínio de Macau. No futuro, os principais serviços que planeia lançar são sobre nomes de domínio em chinês (incluindo domínios de topo, ou seja, .澳门), extensão de segurança do sistema de nomes de domínio (DNSSEC) e outros serviços de valor acrescentado relativos ao registo.

## Regulamento do Registo de Nomes de Domínio da Internet Representativos da Região Administrativa Especial de Macau
Artigo 1.º  Requisito geral
Para os efeitos de registo dos nomes de domínio da Internet representativos da Região Administrativa Especial de Macau — .mo e .澳門, adiante designados por nomes de domínio, o requerente deve ser pessoa colectiva ou empresário comercial, registado na Região Administrativa Especial de Macau, adiante designada por RAEM, ou profissional liberal.
Artigo 2.º  Requisitos especiais
1. O requerente de nome de domínio sob a extensão .com.mo, .公司.mo ou .公司.澳門 deve ser empresário comercial registado na RAEM ou profissional liberal.
2. O requerente de nome de domínio sob a extensão .net.mo, .網絡.mo ou .網絡.澳門 deve ser prestador de serviços de Internet ou de telecomunicações de uso público da RAEM, devidamente licenciados, ou estar autorizado a administrar os recursos de Internet da RAEM.
3. O requerente de nome de domínio sob a extensão .org.mo, .組織.mo ou .組織.澳門 deve ser associação registada na RAEM.
4. O requerente de nome de domínio sob a extensão .edu.mo, .教育.mo ou .教育.澳門 deve ser estabelecimento local de ensino ou equiparado, reconhecido pelo Governo da RAEM.
5. O requerente de nome de domínio sob a extensão .gov.mo, .政府.mo ou .政府.澳門 deve ser entidade pública da RAEM.
6. Sem prejuízo do disposto nos n.os 1 a 4, em casos especiais e mediante pedido devidamente fundamentado, as entidades públicas da RAEM podem requerer o registo dos nomes de domínio sob as extensões previstas nos n.os 1 a 4.
7. O requerente de nome de domínio baseado em marca ou patente deve ser titular de marca ou patente registada na RAEM.
8. O requerente de nome de domínio de segundo nível sob a extensão .mo ou .澳門 deve preencher um dos requisitos previstos nos n.os 1 a 5.

## Registro de nome de domínio
Domínios de segundo nível
- .mo, .澳門 - entidades comerciais

Domínios de terceiro nível
- .com.mo, .公司.mo, .公司.澳門 - entidades comerciais
- .edu.mo, .教育.mo, .教育.澳門 - escolas e outros estabelecimentos educacionais
- .gov.mo, .政府.mo, .政府.澳門 - Governo de Macau
- .net.mo, .網絡.mo, .網絡.澳門 - operadores de telecomunicações
- .org.mo, .組織.mo, .組織.澳門 - organizações não lucrativas